# Гашун (приток Кегульты)
Гашун (калм. Һашун — горькая) — река в Калмыкии. Правый приток реки Кегульта. Длина — 21 км, площадь водосбора — 81,3 км². Протекает в Целинном и Кетченеровском районах Республики.
Относится к Западно-Каспийскому бассейновому округу

## Название
Название реки имеет монгольское происхождение и восходит к калм. һашун — 1. сущ. 1) горечь; горький вкус; 2) печаль; скорбь; 2. прил. 1) горький; солёный; кислый; 2) печальный; скорбный.

## Физико-географическая характеристика
Река берёт начало в пределах Ергенинской возвышенности, в балке Гашун. Основное направление течения — с запада на восток. Впадает в реку Кегульта.
Тип водного режима характеризуется по питанию как почти исключительно снеговое, по распределению стока по сезонам — почти исключительно весна. Вследствие значительного испарения основная роль в формировании стока принадлежит осадкам, выпадающим в холодную часть года. Роль дождевого питания невелика.
На реке имеется водохранилище. Урез воды — 33,7 метра.